# آرون کمپز
آرون کمپز (انگلیسی: Aaron Kemps؛ زادهٔ ۱۰ سپتامبر ۱۹۸۳) دوچرخه‌سوار اهل استرالیا است.